# Kiss Erika (színművész)
Kiss Erika (Budapest, 1962. július 4. –) magyar színművésznő, szinkronszínész.

## Élete
1986-ban a Népszínházhoz, illetve a Budapesti Kamaraszínházhoz szerződött. Prózai és zenés darabokban egyaránt játszik. Jelenleg főként szinkronizál.

## Film és sorozatszerepei
- Jóban Rosszban (2011–2014, 2019) – Horváthné Kannás Piroska (epizódszerepek)
- Mintaapák – hivatalnoknő (2020)
- Keresztanyu - Marcsa (2021)
- A mi kis falunk Anyakönyvvezető (2024)
- Futni mentem - Titkárnő (2024)

## Szinkronszerepei

### Sorozat szinkronszerepek
- A mostoha: María Fernández Acuña de San Román - Victoria Ruffo
- Marichuy – A szerelem diadala: Victoria Gutiérrez de Sandoval - Victoria Ruffo
- Könnyek királynője: Refugio Chavero Hernández - Victoria Ruffo
- Afrika gyöngyszeme: Isabel da Cunha – Teresa Madruga
- Alice új élete: Anne Broman – Marie Lenoir
- Ally McBeal: Elaine Vassal – Jane Krakowski
- Andromeda: Beka Valentine – Lisa Ryder (mtv szinkronverzió)
- Halálos némberek (Asszonymaffia): Hilary Davenport – Rachael Blake
- A cukorbáró: Ellis Samuels – Polly Walker
- A család apraja nagyja: Laura – Paula Sebastián
- A farm ahol élünk: Alice Garvey – Hersha Parady
- A gazember: Sybille – Gudrun Landgrebe
- A simlis és a szende: Agnes DiPesto – Allyce Beasley
- A szerelem diadala: Gio – Laura Saraceni
- Baby Daddy: Bonnie Wheeler – Melissa Petermann
- Balfék körzet: Lola Castro – Adriana Ozores
- Beverly Hills 90210: Lucinda Nicholson – Dina Meyer
- Carnivale – A vándorcirkusz: Iris Crowe – Amy Madigan
- Charlie angyalai: Julie Rogers – Tanya Roberts (Viasat3)
- Családban marad: Wilma Cuthbert – Robin Givens
- Dallas: Afton Cooper – Audrey Landers
- Dave világa: Beth Barry – DeLane Matthews
- Dirt – A hetilap: Lucy Spiller – Courteney Cox
- Egy kórház magánélete: Dr. Carol Novino – Cindy Pickett
- Frasier, a dumagép: Daphne Moon/Crane – Jane Leeves (2. hang)
- Guldenburgok öröksége: Kersten "Kitty" Balbeck,/Guldenburg – Susanne Uhlen (2. hang)
- Gyagyás család: Cecilia Bernardi – Andrea Frigerio
- Gyilkos utcák: Dr. Julianna Cox – Michelle Forbes
- Hallo, hallo!: Maria Recamier – Francesca Gonshaw
- Házi barkács: Jill Taylor – Patricia Richardson
- Hozományvadász: Mrs. St. George – Gwen Humble
- Jóbarátok: Monica E. Geller-Bing – Courteney Cox Arquette
- Keresztutak: Liane DeVilliers – Cheryl Ladd
- Ki a csuda ez a fiú?: Justine – Ingrid Held
- Knight Rider: April Curtis – Rebecca Holden
- Kórház a város szélén 20 év múlva: Irena – Tatjana Medvecká
- Külvárosi rendőrök: Vittoria Guerra – Daniela Morozzi
- Maffiózók: Janice Soprano – Aida Turturro
- Második lehetőség: Nancy – Romy Whitehall
- Melrose Place: JoBeth Reynolds – Daphne Zuniga
- Mocsok macsók meséi: Missy – Ivana Milicevic
- Monk – Flúgos nyomozó: Natalie Teeger – Traylor Howard
- Murder One: Julie Costello – Bobbie Phillips
- Nász-nap: Lorna – Stephnie Weir
- Partisétány Ausztrália: Callie Macrae – Danielle Spencer
- Partvidéki szerelmesek: Agnès Vallebone – Charlotte Kady
- Pillangósziget: Mary – Penne Hackforth-Jones
- Pensacola – A név kötelez: Kate Aderson – Barbara Niven
- Sabrina a tini boszorkány: Zelda Spellman – Beth Broderick
- Senki sem tér vissza: Valentina – Ornella Pacelli
- Szabadlábon: Julia Lawson – Anna Patrick
- Szeretünk Raymond: Debra Barone – Patricia Heaton
- Szirének és szirénák: Off. Molly Whelan – Liza Snyder
- Szívtipró gimi: Christina Milano – Sarah Lambert
- Született feleségek: Carolyn Bigsby – Laurie Metcalf
- Tarzan „2”: Kathleen Clayton – Lucy Lawless
- Twin Peaks: Audrey Horne – Sherilyn Fenn
- Viszontlátásra!: Delphine de Lancel – Mia Sara
- Walker a texasi kopó: Asst. D.A. Alex Cahill – Sheree J. Wilson
- Xena: Gabrielle – Renée O'Connor
- Soy Luna Mora – Paula Kohan

### Film szinkronszerepek
- A nő kétszer: Lydia – Jeanne Tripplehorn
- Bad Boys – Mire jók a rosszfiúk?: Alison Sinclair – Marg Helgenberger (RTL klub)
- Beépített szépség 2. – Csábítunk és védünk: Dolly Parton – Dolly Parton
- Esti mesék: Wendy – Courteney Cox
- Go Trabi Go: Jacqueline Struutz – Claudia Schmutzler
- Gru: Kristen Wiig – Miss Hattie
- Lánglovagok: Jennifer Vaitkus – Jennifer Jason Leigh
- Love Story : Jennifer Cavalieri - Ali MacGraw
- Űrgolyhók: Vespa hercegnő - Daphne Zuniga
- Sabrina: Martine – Valérie Lemercier
- Olsen banda filmek: Yvonne – Kirsten Walther
- Őszi szonáta: Helena – Lena Nyman
- A pusztító: Lenina Huxley – Sandra Bullock
- Folytassa, Emmanuelle: Emmanuelle Prévert – Suzanne Danielle
- Harry Potter és a Főnix Rendje: Dolores Jane Umbrige – Imelda Staunton
- Verdák: Mrs. The King – Linda Petty

### Rajzfilmsorozat szinkronszerepek
- Csip-csup csodák: Petrezselyem – Keiko Yokozawa
- Phineas és Ferb: Linda Flynn – Caroline Rhea
- Pokémon – Jessie
- Dragon Ball – Bulma – Hiromi Tsuru
- Dragon Ball Z – Bulma – Hiromi Tsuru
- Dragon Ball GT – Bulma – Hiromi Tsuru
- Dragon Ball Super – Bulma – Hiromi Tsuru - Aya Hisakawa
- Providence, a rejtélyes kisváros – Katia
- Fecsegő tipegők – Angelica Pickles - Cheryl Chase
- Az igazi szellemirtók – Janine Melnitz – Laura Summer – Kath Soucie
- Gumball csodálatos világa – Carmen (2. évad) - Alix Wilton Regan
- Boku No Hero Academia – MidnightPro Hero